# Jidou El Moctar
Jidou El Moctar (* 8. Juli 1985 in Nouakchott, Mauretanien) ist ein mauretanischer Leichtathlet.
Er vertrat sein Land bei den Olympischen Spielen in London 2012 im 200-Meter-Lauf, wo er in persönlicher Bestzeit von 22,94 Sekunden als Achter seines Vorlaufes ausschied.
Bei der Eröffnungsfeier der Spiele war er der Fahnenträger seines Landes.
Bei den Leichtathletik-Weltmeisterschaften 2015 in Peking und bei den Olympischen Spielen 2016 in Rio de Janeiro trat El Moctar im 100-Meter-Lauf an, schied jedoch jeweils nach den Vorläufen aus.